# Bewaldeth and Snittlegarth
Bewaldeth and Snittlegarth – civil parish w Anglii, w Kumbrii, w dystrykcie (unitary authority) Cumberland. W 2001 civil parish liczyła 40 mieszkańców.